# کتابخانه مرکزی اهواز
کتابخانهٔ مرکزی استان خوزستان کتابخانه‌ای عمومی زیر نظر نهاد کتابخانه‌های عمومی کشور است که بزرگ‌ترین کتابخانهٔ عمومی استان محسوب می‌شود و در سال ۱۳۸۸ با زیربنای ۷۱۰۰ متر مربع با بیش از ۵۰ هزار نسخه کتاب از سوی نهاد کتابخانه‌های عمومی در شهر اهواز و طی سه فاز افتتاح شد. فاز اول راه اندازی کتابخانه در دی ماه ۱۳۸۸ و ارائه خدمات عضویت، سالن مطالعه، نشریات ادواری و راه اندازی بخش خدمات فنی؛ فاز دوم همزمان با هفته کتاب سال ۱۳۸۹ شامل راه‌اندازی خدمات امانت، نمایه نشریات، طرح کتاب من، مرجع، شیفت شب؛ و فاز سوم شامل راه اندازی بخش‌های تخصصی کتابخانه از جمله بخش نابینایان و کم بینایان، بخش کودکان و نوجوانان، بخش خوزستان‌شناسی، راه‌اندازی کافی نت، تجهیز تالار، سالن سمینار و اتاق نشست‌های ادبی می‌باشد. این کتابخانه در زمینی به مساحت ۱۲ هزار متر مربع در بوستان دولت، واقع در کیانپارس، و جاده ساحلی اهواز واقع شده‌است. کتابخانه مرکزی استان خوزستان در سال ۱۳۹۲ به عنوان کتابخانه برتر فرهنگی کشور انتخاب و معرفی شد.

## ساختمان کتابخانه
این کتابخانه در ۳ طبقه بنا شده است

## سالن‌های اجتماعات[۷]
یکی از خدمات و بخش‌های کتابخانه مرکزی استان خوزستان تالارها و سالن‌های اجتماعات آن است. این کتابخانه در مجموع ۳ مرکز اجتماعات دارد که عبارتند از: تالار اجتماعات مهتاب با ظرفیت ۳۰۲ نفر، اتاق کنفرانس فرهنگ با ظرفیت ۵۵ نفر، و سالن نشست‌های ادبی سخن با ظرفیت ۳۵ نفر.

## بخش‌های کتابخانه[۸]
- بخش امانت: این بخش امکان جستجوی منابع توسط اعضا از طریق رایانه‌های موجود، وجود دارد. اعضا می‌توانند بر اساس عنوان، موضوع یا پدیدآورنده کتاب مورد نظر خود را یافته و با ارائه برگه بازیابی به کتابدار، طبق مقررات مربوط به امانت، کتاب مورد نیاز خود را تحویل بگیرند.
- بخش عضویت: این بخش، کاربران و مراجعان می‌توانند با تکمیل فرم‌های مخصوص، عضو کتابخانه شوند.
- بخش خوزستان‌شناسی: این بخش کلیه منابع اطلاعاتی اعم از کتاب، مقالات، طرح‌های تحقیقاتی و … را در دو بخش جمع‌آوری می‌نماید.
- بخش مخزن: کتابخانه مجموعه‌ای از کتابهای چاپی فارسی، لاتین و عربی را در خود جای داده‌است. سیستم مخزن بسته بوده کتاب‌ها پس از طی مراحل ثبت، فهرست‌نویسی و آماده‌سازی بر اساس رده‌بندی دهدهی دیویی در قفسه‌ها جای می‌گیرند.
- بخش مرجع: منابع این بخش شامل دائرةالمعارف‌ها، لغت نامه‌ها، زندگی‌نامه‌ها، کتابشناسی‌ها و … می‌باشند. منابع این قسمت به صورت حضوری در اختیار اعضا قرار می‌گیرد.
- بخش نشریات: این بخش شامل نشریات ادواری فارسی و لاتین و مجلات اعم هفته نامه، ماهنامه، فصلنامه، گاهنامه و … می‌باشد
- پایان‌نامه‌ها: این بخش مجموعه‌ای از پایان‌نامه‌های دانشجویان دانشگاه‌های استان خوزستان را در برخی گرایش‌های موضوعی عمومی جمع‌آوری نموده و طبق شرایطی خاص و در نظر گرفتن مقررات لازم در اختیار محققان و نویسندگان قرار دهد.
- بخش کودک: کتاب‌ها و منابع خاص کودکان در این بخش نگهداری می‌شود. از جمله فعالیت‌های این بخش شامل کلاس قصه گویی، شاهنامه خوانی و نقالی، آموزش کاردستی، آموزش نقاشی، آموزش خط، آموزش قرآن و … می‌باشد. این فعالیت‌ها به صورت مستمر در تمام طول سال برگزار می‌شود.
- بخش نابینایان و کم بینایان: این بخش در سال ۱۳۹۱ افتتاح شد.[۹] در این امکاناتی از قبیل لپ تاپ، نرم‌افزارهای مخصوص نابینایان، کتاب‌های گویا، مانیتورهای بریل یا برجسته نگار و تجهیزات صوتی مورد نیاز نابینایان فراهم شده‌است
- بخش ویژه نابینایان کودک: در سال ۱۳۹۳ افتتاح شد.[۱۰][۱۱]
- بخش نشریات: این بخش دارای بیش از ۱۶۰ عنوان نشریه می‌باشد.
- بخش دفاع مقدس: در این بخش بیش از ۵۰۰ نسخه از منابع اطلاعاتی در حوزهٔ دفاع مقدس موجود است.
- بخش کتاب‌های کمک درسی: این بخش شامل بیش از ۴۵۰۰ نسخه کتاب کمک درسی از ناشران معتبر می‌باشد.
- تالار مطالعه پژوهشگران: پژوهشگران طبق مقرراتی و در صورت دریافت کارت عضویت ویژه می‌توانند از فضای این بخش جهت مطالعه، بحث و گفتگو، استفاده از اینترنت، انجام کارهای ویرایشی و … استفاده نمایند.